# لوگوس (اسلام)
کلمه (انگلیسی: logos)، ظاهر عالم طبیعت تغییر و تبدیل دائمی است و باطن آن لوگوس، که یکی است و اصل حیات و قانون کلی الهی است.

## قانون واحد فراگیر
لوگوس یا قانون واحد فراگیر (در لغت بمعنی کلمه یا عقل فعال) عامل نظم ثابت و منطقی است که این همه پویایی و صیرورت و پیکار اضداد به حکم آن انجام می‌شود و ضامن وجود و بقای جهان است‏.

## عرفان اسلامی
در عرفان اسلامی، صادر نخستین را هم عقل اول و هم نور و منش پاک، و هم فرشتگان مجرد و مفارق می‌توان دانست که به فیض مقدس و مقام اسماء و کلمات تامات و کلمة اللّه نیز تعبیر گردیده‌است.

## کلمهٔ کن
با استنباط در سوره‌های یونس و هود می‌توان چنین استنباط کرد که کلمه به معنی «کن» (باش) واسطهٔ آفرینش است.